# Almedalsveckan

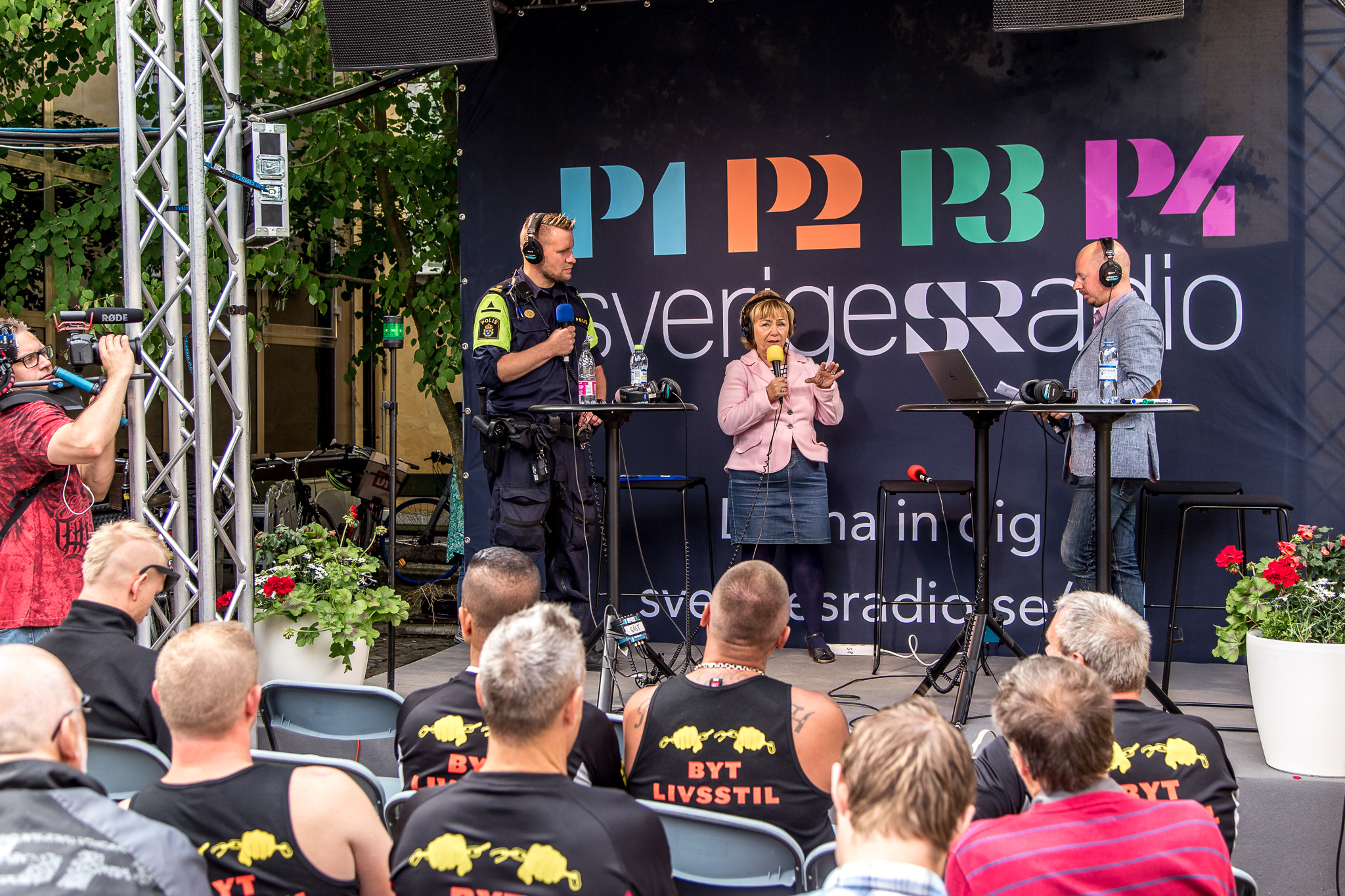
Sveriges Radio entrevista a Beatrice Ask, ministra de Justicia, en el Almedalsveckan de 2014.

Almedalsveckan (en español, «semana de Almedalen») es un evento de política anual que se celebra en el parque de Almedalen en Visby, Gotland (Suecia). En la vigesimoséptima semana del año, a comienzos de julio, los partidos políticos suecos y otras organizaciones se reúnen para debatir y presentar propuestas. Está considerado uno de los actos más importantes de la política de Suecia.
El origen de Almedalsveckan son los mítines improvisados del político socialdemócrata Olof Palme, que pasaba sus vacaciones en Visby. El 25 de julio de 1968, cuando aún era ministro de educación, dio un discurso improvisado desde un camión de plataforma ante cien espectadores. A partir de 1982, el Partido Socialdemócrata Sueco organizó seminarios sobre economía en Almedalen y el resto de partidos se sumó con sus propios debates. El evento creció a partir de la década de 2000 gracias a la participación de organizaciones no gubernamentales, sindicatos, medios de comunicación y otras asociaciones civiles.
Almedalsveckan se ha convertido en un acto de masas con carácter festivo, participación del público e interés periodístico porque allí los partidos explican sus estrategias a largo plazo. La región de Gotland estima que en 2014 asistieron más de 30.000 personas. A raíz de su éxito, otros países como Dinamarca, Noruega y Estonia han organizado sus propias semanas de política.